# Coordenada generalizada
Coordenadas generalizadas são um conjunto qualquer de parâmetros numéricos que servem para determinar de maneira unívoca a configuração de um mecanismo ou sistema mecânico com um número finito de graus de liberdade. Mais formalmente as coordenadas generalizadas se definem como um sistema de coordenadas curvilíneas sobre a variedade de configuração de um sistema físico como por exemplo o espaço de configuração ou o espaço de fases da mecânica clássica.
O número mínimo de coordenadas generalizadas para definir o estado do sistema se conhece como coordenadas independentes[carece de fontes?]. Neste contexto, as coordenadas podem ser absolutas (referidas a um sólido imóvel, a respeito do qual o mecanismo "se move"); ou também podem ser relativas a outro membro do mecanismo.

## Mecânica lagrangiana

### Noção intuitiva
A mecânica newtoniana usa sistemas de referência com eixos cartesianos em que a posição de uma partícula pontual em um instante dado vem a ser dada por um vetor do espaço euclidiano. As equações de movimento são equações diferenciais que relacionam as derivadas da posição com a posição das outras partículas. Entretanto, matematicamente podemos usar um conjunto de coordenadas curvilíneas quaisquer tais que o vetor posição possa ser expresso em termos dessas coordenadas e vice versa. Isto implica que em um sistema de P partículas (e 2N graus de libertade) existirão funções invertíveis da outra tais que:
{\displaystyle {\begin{cases}\mathbf {r} _{i}=\mathbf {r} _{i}(q_{1},...,q_{2N},t)&i\in \{1,...,P\}\\q_{j}=q_{j}(\mathbf {r} _{1},...,\mathbf {r} _{P},t)&j\in \{1,...,2N\}\end{cases}}}

### Noção formal
Formalmente, em mecânica lagrangiana o estado físico de um sistema mecânico, também chamado estado de movimento, é representado por um ponto do espaço de configuração "ampliado".
Este espaço é designado por TQ e matematicamente é o fibrado tangente do espaço de configuração Q de possíveis posições. Por construção o espaço de configuração ampliado tem uma estrutura de variedade diferenciável de dimensão 2N, sendo N o número de graus de liberdade do sistema. Naturalmente os 2N números anteriores têm que ver com as coordenadas curvilíneas em termos dos quais representamos a posição ordinária de uma partícula.
Da discussão anterior se segue que um conjunto adequado de coordenadas generalizadas para um sistema lagrangiano não pode vir a ser dado por um conjunto qualquer de m números reais senão que deve existir um conjunto aberto U do fibrado tangente TQ e uma função de classe Ck, com k > 1, tal que:

{\displaystyle \phi _{q}:U\subset TQ\to \mathbb {R} ^{2N}\qquad (p,v)\in U\rightarrow (q_{1},...,q_{N},{\dot {q}}_{1},...,{\dot {q}}_{N})=\phi _{q}(p,v)}
Um sistema como o anterior se chama sistema natural. Entretanto, alguns sistemas admitem coordenadas generalizadas mais complicadas que dependem também do tempo, como se discutiu a princípio e esses sistemas requerem ser descritos mediante uma variedade de dimensão 2N+1 sendo os detalhes similares.

## Mecânica hamiltoniana
A situação na mecânica hamiltoniana é similar à que se apresenta na mecânica lagrangiana já que o estado de um sistema físico se representa por um ponto do chamado espaço fásico (que é uma variedade simplética construída sobre o espaço de configuração "ampliado" do sistema).
Em uma variedade simplética (M,ω) podem escolher-se diversos sistemas de coordenadas generalizadas, mas têm especial interesse os sitemas de coordenadas canônicas. O teorema de Darboux garante que ao redor de qualquer ponto existe um em torno e um sistema de coordenadas no qual a 2-forma simplética tem a forma:

{\displaystyle \omega =\sum _{i}dp_{i}\land dq_{i}}
Um sistema de coordenadas como o anterior é um sistema de coordenadas canônicas, onde a coordenada pi se chama momento conjugado da coordenada qi. Em um sistema de coordenadas canônicas as equações de Hamilton tomam sua forma canônica.

## Outros contextos
Em certos problemas mecânicos precisos como o problema das vibrações ou oscilações acopladas aparecem sistemas de coordenadas generalizadas não relacionados com nenhuma medida direta realizável sobre o sistema físico, mas úteis na resolução matemática dos problemas.
Um problema de oscilações acopladas pode resolver-se mediante certas trocas de variábles que levam às coordenadas normais ou amplitudes dos modos próprios de vibração, que são de fato uma forma particular de coordenadas generalizadas para o problema mecânico original. O problema de oscilações acopladas, aparece por exemplo nas vibrações térmicas de um cristal, ou o movimento horizontal de um edifício em terremoto ou o movimento de um sistema de massas unidas por molas. Estes problemas conduzem a um sistema de equações do seguinte tipo:
{\displaystyle m_{i}{\ddot {x}}_{i}+\sum _{k=1}^{N}k_{ik}x_{k}=0} ,
que pode ser resolvido definindo novas coordenadas definidas mediante um troca linear:
{\displaystyle {\begin{Bmatrix}q_{1}\\\vdots \\q_{N}\end{Bmatrix}}=+{\begin{bmatrix}a_{11}&\cdots &a_{1N}\\\vdots &\ddots &\vdots \\a_{N1}&\cdots &a_{NN}\end{bmatrix}}^{-1}{\begin{Bmatrix}x_{1}\\\vdots \\x_{N}\end{Bmatrix}}}
A matriz alteração de massa é calculada a partir dos modos próprios do sistema. Com esta alteração o sistema se converte em um conjunto de N equações precisas do tipo:
{\displaystyle {\begin{matrix}{\ddot {q}}_{1}+\omega _{1}^{2}q_{1}=0\\\vdots \\{\ddot {q}}_{N}+\omega _{N}^{2}q_{N}=0\end{matrix}}} ,
cada uma das quais é de resolução imediata. É interessante notar que estes modos não são quantidades diretamente medíveis, senão só um sistema de coordenadas com dimensões de comprimento matematicamente adequado, mas que não estão relacionadas de maneira direta ou natural com nenhuma medição realizável sobre o sistema.